# Voodoo (singel)
Voodoo – utwór amerykańskiego zespołu muzycznego Godsmack, będący trzecim singlem z uznawanego za pierwszy albumu studyjnego zespołu, noszącego tą samą nazwę co on. Został wydany w formacie CD w październiku 1999 roku nakładem Universal Records i Republic Records. Jest uważany za najpopularniejszy utwór zespołu. 

## Opis
Utwór został napisany przez Sully’ego Ernę, wokalistę i lidera zespołu Godsmack, oraz Robbiego Merrilla, basistę grupy. Na stylistykę utworu wpływ miała religia wicca, której Erna jest wyznawcą i w ramach której podczas różnych plemiennych uroczystości używa się wielu instrumentów perkusyjnych. „Voodoo” był dla wokalisty okazją do wyjaśnienia nieścisłości na temat swojej religii, do czego tak się odniósł w wywiadzie dla programu MTV News: 

Najczęstszym nieporozumieniem dotyczącym czarostwa jest to, że zbyt wiele osób sądzi, że jest to satanizm. A w wicca nie ma demonów ani diabłów, więc nie można uprawiać kultu czegoś, co nie istnieje. Chodzi po prostu o wiarę w Ziemię, naturalne zioła i środki lecznicze pochodzące z Ziemi. Mnóstwo duchowych przekonań, karmy i tym podobnych rzeczy. Więc ta religia jest dość niewinna. To całkiem niegroźne.

{{Cytat}} Nieprawidłowe/puste pola: "styl".
Inspiracją dla Sully’ego Erny do napisania utworu był nakręcony w 1988 roku przez Wesa Cravena film grozy Wąż i tęcza, opowiadający o religii voodoo i czarostwie.
W wersji zawartej na albumie Godsmack „Voodoo” jest umieszczony na końcu tracklisty, na ścieżce trwającej w sumie 9:03 – kończy się na 4:39, po czym następuje dwuminutowa cisza, a następnie na 6:39 rozpoczyna się ukryty utwór „Witch Hunt” trwający do końca ścieżki. W „Witch Hunt” pod ciągłym rytmem bębnów słychać głosy członków zespołu i ich producentów, którzy rozmawiają o tym, jak zrealizowali album. Jeden z głosów należy do Katriny Chester z zespołu Luxx, która odpowiadała za dodatkowe wokale w utworze „Spiral” kończącym tracklistę drugiego albumu studyjnego Godsmacka, Awake z 2000 roku. W końcu w tle rozlega się skandowanie przez tłum refrenu „Voodoo”.

## Teledysk
Teledysk do utworu premierę miał w listopadzie 1999 roku, a za jego reżyserię odpowiadał Dean Karr. Podobnie jak i sam utwór, także i on został zainspirowany filmem Wąż i tęcza. Jego fabuła przedstawia występ Godsmacka na polu kukurydzy, podczas gdy zombies wyłaniają się z jeziora i wędrują po lesie. W teledysku pojawiają się też Laurie Cabot, amerykańska arcykapłanka czarostwa, i członkowie jej kowenu, którzy przeprowadzają uroczystość wiccańską.

## Wykorzystanie utworu
Utwór „Voodoo” został wykorzystany w pochodzącym z 2000 roku odcinku Tess, Lies and Videotape amerykańskiego serialu fantastycznonaukowego Roswell: W kręgu tajemnic.
Składające się wyłącznie z wokalu intro utworu wykorzystano jako muzyczny motyw przewodni emitowanego w latach 2000–2002 w telewizji MTV programu typu relity show Fear.
Utwór wykorzystywał jako swój motyw muzyczny przy wchodzeniu do ringu należący do organizacji WWE wrestler Batista w czasie, gdy w latach 2000–2002 funkcjonował w organizacji Ohio Valley Wrestling jako członek stajni The Disciples of Synn o pseudonimie Leviathan.

## Lista utworów
Opracowano na podstawie materiału źródłowego.
Wydanie CD amerykańskie 1999 (Republic U5P-1606) i CD europejskie 1999 (Universal/Republic GODVOO1)
| Nr | Tytuł utworu             | Długość |
| -- | ------------------------ | ------- |
| 1. | „Voodoo (Radio Edit)”    | 4:14    |
| 2. | „Voodoo (Album Version)” | 4:39    |
|    |                          | 8:53    |

Wydanie winyl 7” amerykańskie 2000 (Universal/Republic 012158341-7)
| Nr | Tytuł utworu   | Długość |
| -- | -------------- | ------- |
| 1. | „Voodoo”       | 4:39    |
| 2. | „Bad Religion” | 3:13    |
|    |                | 7:52    |

## Notowania na listach przebojów
Notowania tygodniowe
| Lista (1999)                                           | Pozycja |
| ------------------------------------------------------ | ------- |
| Stany Zjednoczone (Active Rock (Billboard))            | 2       |
| Stany Zjednoczone (Bubbling Under Hot 100 (Billboard)) | 2       |
| Stany Zjednoczone (Mainstream Rock (Billboard))        | 5       |
| Stany Zjednoczone (Modern Rock Tracks (Billboard))     | 6       |

## Certyfikaty
| Region                   | Certyfikat |
| ------------------------ | ---------- |
| Stany Zjednoczone (RIAA) | platyna    |